# Willem Frederik Hermans
Willem Frederik Hermans (Amsterdam, 1. rujna 1921. – Utrecht, 27. travnja 1995.) je bio nizozemski fizički geograf koji je prije svega postao poznat kao pisac. Zajedno s Gerardom Reveom i Harryjem Mulischem ubraja se u "Veliku trojku" (De Grote Drie) najvažnijih poslijeratnih nizozemskih pisaca.
Njegova ostavština uključuje romane, kratke priče, dramske tekstove, poeziju, eseje te filozofske i znanstvene radove.
Stil pisanja je egzistencijalistički i općenito vrlo hladan. Njegov način pisanja je jedinstven u nizozemskoj književnosti s kratkim i oštrim rečenicama. Nema sumnje da je bio pod utjecajem Drugog svjetskog rata i njemačkom okupacijom Nizozemske između 1940. i 1945., a i njegovi romani (De tranen der acacia's i De donkere kamer van Damokles) smješteni su u vrijeme rata.